# Donato Guerra
Donato Guerra (Teocuitatlán de Corona, Jalisco, 22 de octubre de 1832 - Ávalos, Chihuahua, 19 de septiembre de 1876) fue un militar mexicano, destacado por su participación en la Guerra de Reforma.

## Biografía
Nació en Teocuitatlán de Corona, Jalisco el 22 de octubre de 1832, fue hijo de José María Guerra Betancur y  Sebastiana Orozco Chávez. Se sabe relativamente poco acerca de sus primeros años y de su juventud, cuales las vivió en Teocuitatlán a decir por su nieta Clementina Vidrio Guerra. Perteneció a una familia humilde de aquel ya lejano Teocuitatlán, donde, por ese tiempo, se trabajaba en las haciendas, trapiches rudimentarios para elaboración de piloncillo, calderas de jabón, escasos telares para la confección de rebozos de algodón, fábrica de cigarros, etc.

## Carrera militar
Consta en los archivos del Ministerio de Guerra, que se halló el joven capitán militando en 1864, a las órdenes del general Ramón Corona en el estado de Sinaloa, distinguiéndose en dos hechos de armas: en el Jumayar el 15 de octubre y en el asalto de Huyamal el 30 de noviembre, como se distinguió también en 1865, el 1 de enero en la defensa del Espinazo del Diablo, y en el ataque y toma de la plaza de Veranos los días 10 y 11 del propio mes.
Obtuvo el grado de Capitán de Caballería, el 8 de octubre de 1864, en la campaña contra los franceses en el estado de Sinaloa, bajo las órdenes del general Corona.
Teatro de sus glorias fueron en 1866 Las Higueras cerca de Mazatlán, los días del 19 al 23 de marzo; Concordia, en el ataque del 1 de abril; los Callejones de Barrón en el combate del 6 de mayo; Palos Prietos al ser tomado el 14 de septiembre; Piedra Gorda que le vio pelear bizarramente contra los imperialistas; Matatán en donde tomó el mando de una sección para distraer en Santiago al enemigo, y por último la Coronilla el 18 de octubre, acción notable donde salió herido.
La responsabilidad de esta batalla recayó en el coronel Eulogio Parra, jefe de la Brigada de Vanguardia, quién dividió sus fuerzas en tres secciones: la Sección 1a. quedó bajo el mando de Parra, la 2a. al del coronel Tolentino y la 3a. al del coronel Donato Guerra, formada por las guerrillas "Ocampo". "Martínez" e "Independencia"; el escuadrón "Guerrero" y el batallón "Mixto" a las órdenes del teniente coronel José Palacio.
En la batalla de La Coronilla, Jalisco, se inició a las once de la mañana y terminó a las cuatro de la tarde del día 18 de diciembre de 1866, en ella Donato Guerra resultó herido y al caer de su caballo sufrió un golpe en el abdomen que lo obligó a permanecer sentado en una cerca en medio del batallón "Mixto" y en un momento en que llegó a retroceder una fracción de su gente, por el empuje de los franceses, él ordenó un movimiento estratégico de flanco a aquellos soldados a su mando, quienes rompiendo un fuego certero por la retaguardia del enemigo que avanzaba a paso veloz, lo desconcertó; los franceses empezaron a huir y esto produjo la victoria.
Fue leal al Presidente Benito Juárez, por ello se unió al Ejército de Oriente en 1867, durante esa época conoció a Porfirio Díaz y simpatizó con él. Cuando en 1871 Juárez fue reelecto presidente, Donato Guerra solicitó su baja del ejército pues creyó en el Plan de la Noria que proclamaba la No reelección, sin embargo atendió las órdenes de Juárez sometiendo a un grupo de sublevados en la Ciudad de México para después unirse a la causa porfirista. Desde Zacatecas apoyó la causa porfirista, al ser derrotado se acogió a la ley de amnistía decretada por Sebastián Lerdo de Tejada que fungía como presidente de la Suprema Corte.
En 1875 fue candidato al gobierno de Durango, cuando se le negó el triunfo, sus partidarios alteraron el orden en ese estado y en Chihuahua. 

## Muerte
En 1876 nuevamente se unió a las tropas de Porfirio Díaz durante la Revolución de Tuxtepec, tras diferentes derrotas que lo obligaron a replegar las fuerzas que comandaba murió en batalla el 19 de septiembre de 1876 en el rancho de Ávalos, cuando enfrentaba a las fuerzas defensoras del entonces presidente de la República Lerdo de Tejada al mando del coronel Paulino Machorro. Años más tarde, y tras el triunfo de Díaz, los restos mortales de Donato Guerra fueron trasladados a la Rotonda de las Personas Ilustres, de manera póstuma se le concedió el grado de general de división, en reconocimiento a su labor militar.